# Castell de Lhordat
El castell de Lhordat, es una fortalesa enrunada situada a la població de Lhordat, al departament de l'Arieja. És un dels castells feudals més antics i més grans de l'alt comtat de Foix. És un exemple típic d'arquitectura militar medieval als Pirineus de l'Arieja.

## Ubicació
El castell de Lhordat ocupa una posició estratègica excepcional: sobre un cim de pedra calcària de 965 metres. Les seves muralles dominen el Sabartès (la vall alta de l'Arieja).

## Història
En època romana hi havia ja en aquest lloc una fortalesa que hauria estat feta construir per Cras, lloctinent de Cèsar.
La seva construcció probablement es remunta als segles IX i X. Lhordat apareix per primera vegada a la documentació l'any 970, com a capital d'un ministerium. S'hi esmenta un castrum al segle XI. El castell, de possessió carcassonesa, va passar a la influència dels nous comtes de Foix els anys 1010, quan hi va haver un repartiment dels bens del comte Roger I de Carcassona.

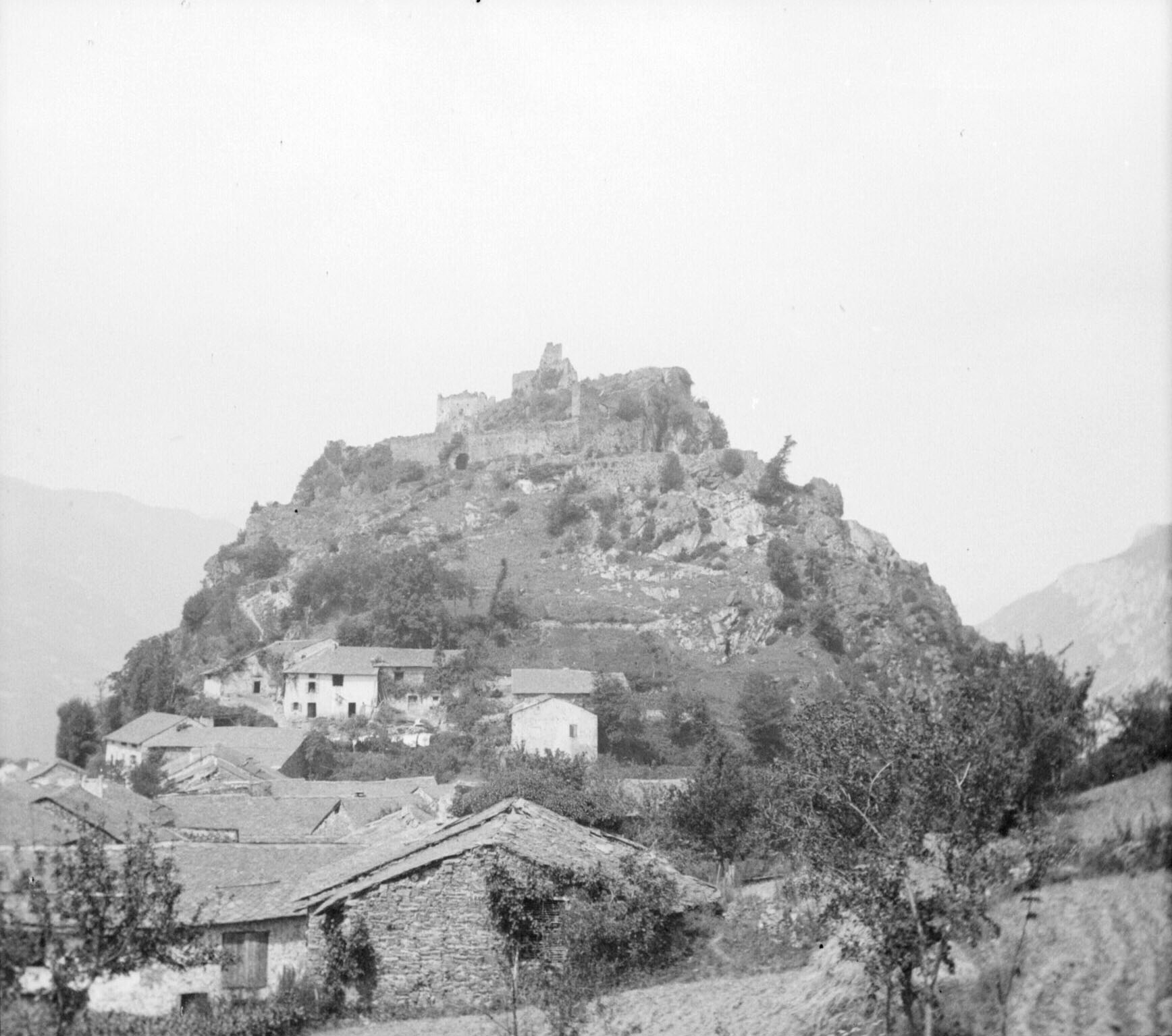
El castell i el poble de Lhordat en una imatge del 1901.

El 1229, el castell de Lhordat és una de les places fortes que el comte de Foix lliura al rei de França amb el tractat de Meaux. A finals del segle XIII el rei d'Aragó se'n va apoderar i n'exigia la destrucció.
Molt influent durant molt de temps amb els comtes de Foix, la família Lhordat va abandonar el castell durant les guerres de religió. Desmantellat per ordre d'Enric IV el 1582, caurà progressivament en ruïnes. L'entrada protegida per una torre quadrada encara conserva el seu aspecte original. En un text de 1672 s'informa que el castell és arruïnat i abandonat i es recorda que va servir de presó «per a llibertins i altres persones de mala vida».

Sembla que la família Lhordat va mantenir la seva propietat a les terres del Lhordanés fins al segle XIX, almenys si hem de creure el testimoni nítid de la família Barbe:
“Els darrers Lhordat, propietaris del Lhordanés, eren tres germans, de poca intel·ligència, que s'anomenaven, segons les seves manies: Lhordat-massa, Lhordat-cavall i Lhordat-visita. Aquest últim, que intentava casar-se i va ser rebutjat a tot arreu, es va trobar un dia amb una noia jove el pare de la qual estava absent. La jove, després d'haver-ho informat al seu pare, va imaginar la següent escena: "Què pensarà el meu pare", va dir a Lhordat-visita. si et troba sol amb mi? Amaga't ràpidament en aquest pèndol. I de seguida el tanca a la gàbia de fusta d'aquells vells rellotges que abans eren els mobles de la sala d'estar. Arriba el pare i en entrar diu: "Em sembla que aquí ha entrat un home", i s'afanya a buscar per tot arreu i obre els armaris. Finalment arriba al rellotge i es troba en Lhordat-visita entaforat al seu amagatall. "Què. està fent aquí, senyor?"—"Estic passejant", respon el presoner."
El castell de Lhordat va ser classificat com a monument històric el 18 de setembre de 1923.

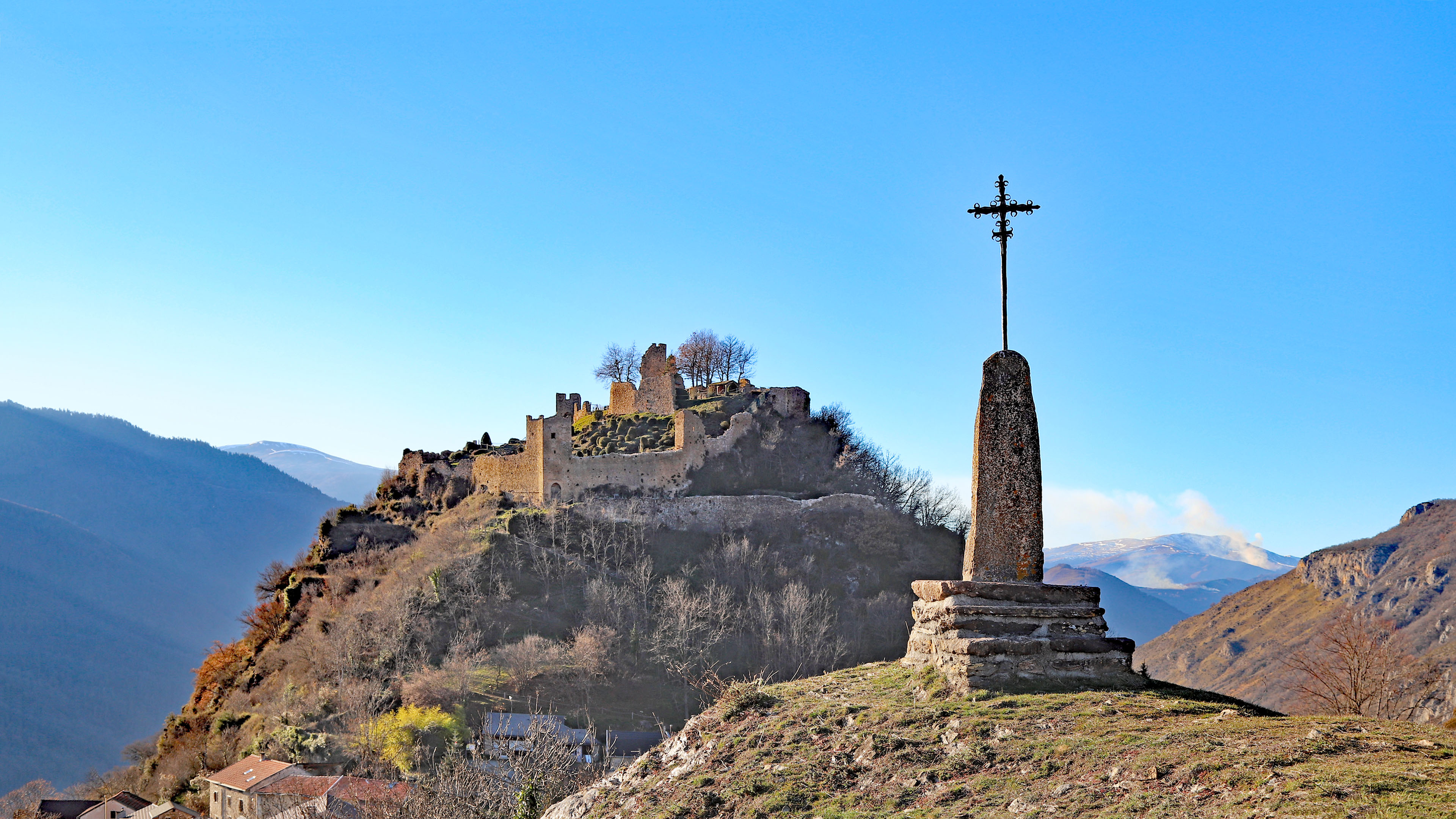
Castell de Lhordat vist des de l'est.

El 23 de març de 1996 es va signar un contracte d'arrendament emfitèutic entre els propietaris del castell i la Comunitat de comunes de les Valls d'Acs per un període de trenta anys, és a dir, fins al 23 de març de 2026.
Des de l'any 1999 s'han dut a terme tasques de consolidació i desenvolupament per part de la comunitat. Entre els anys 2002 i 2015 s'hi va dur a terme una activitat turística de demostració d'aus rapinyaires.
El 2012-2013 es va posar en marxa un diagnòstic liderat per un arquitecte especialitzat sobre l'estat de la maçoneria del monument. Aquest diagnòstic va permetre definir i implementar un programa de seguretat i conservació del recinte.
L'any 2015 es va dur a terme una primera fase d'obres de consolidació de la poterna sud, els habitatges, la porta interior i la torre oberta al congost.
Des del 4 de juny de 2016, el castell ha reobert les seves portes i ofereix visites i animació durant l'estiu.

## Descripció
El castell de Lhordat és un dels monujments més destacats de l'Arieja per la seva superfície i la importància de les seves defenses i dels edificis residencials. La seva forma el·líptica segueix el patró de la muntanya. Te una mida de 100 metres de llarg per 65 d'ample, i cobreix una superfície d'uns 5500 m². El seu accés pels costats nord i oest són impossibles.

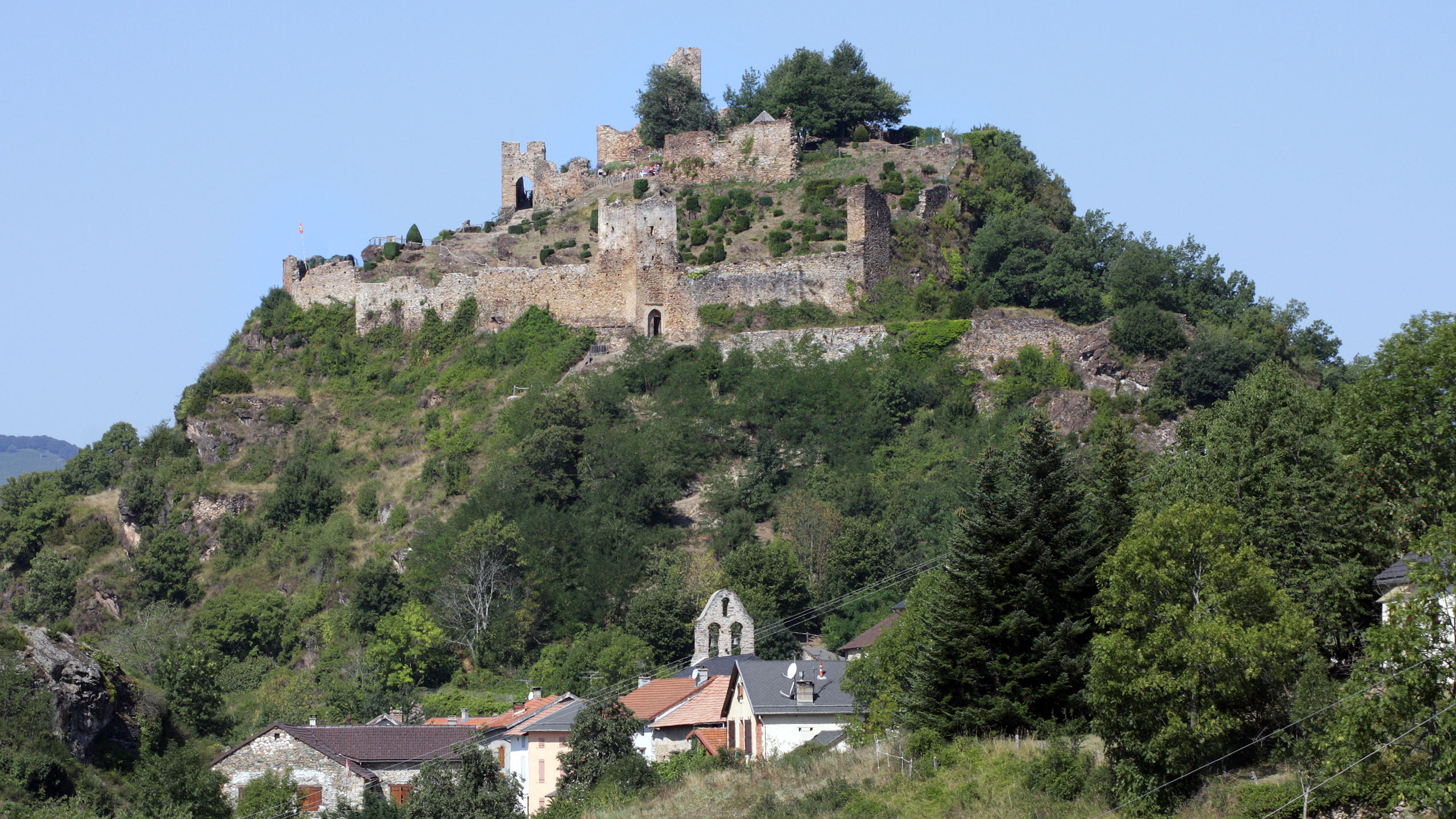
Castell i poble de Lhordat.

La fortalesa està vorejada per la banda est per les restes d'un gruixut mur format per blocs molt grossos i protegit per dues muralles. La primera, que uneix dues torres pel costat est, està feta en opus spicatum a partir dels tres o quatre metres d'alçada. Al nord, aquesta primera muralla s'uneix a la segona i es fon amb ella per sobre d'un cingle de més de cinquanta metres d'alçada. Les portes de cadascuna estan perforades en torres i fan ziga-zaga.
Al nord, les restes d'una cisterna i de diversos edificis d'habitatges es recolzen a l'interior de la muralla circumdant. Els murs dels habitatges estaven perforats per obertures en arcs de ferradura. Al centre, les restes de quatre edificis s'adossen a la torre principal. Els murs d'aquesta torre de quatre pisos eren els més gruixuts de tota la fortalesa.

## Un nou alè per al castell
Després de la finalització de l'activitat de les àligues des de l'any 2015, la Comunitat de municipis de les Valls d'Acs va treballar amb col·laboració de l'Oficina de Turisme de les Valls d'Acs per reobrir el castell al públic en general.
Ara obert des del 2016, el recinte del castell de Lhordat s'està reorientant com un lloc multicultural a la vall de l'Arieja. Les obres històriques permeten una recepció més segura i interactiva per als visitants.
Durant els mesos de juliol i agost tenen lloc diferents actes (demostracions de falconeria, caceres del tresor, espectacles medievals, etc.).